# Люксина (озеро)
Люксина — проточное озеро тектонического происхождения в Красноярском крае России, располагается на севере Эвенкийского района.
Озеро Люксина имеет форму вытянутую в широтном направлении и находится на высоте 393 м над уровнем моря, занимая межгорную ложбину в южной части плато Путорана, в правобережье реки Котуй. Его площадь составляет 19,8 км², площадь водосборного бассейна — 1040 км². Длина озера около 17 км, ширина достигает 1,5 км. Через озеро протекает одноимённая река, впадающая в 4 км восточнее в Котуй, который сливаясь с рекой Хетой, образует реку Хатангу, впадающую в море Лаптевых. Река Люксина впадает в озеро на западе и вытекает на востоке. Имеются небольшие острова при впадении реки. В озеро впадает ещё несколько небольших рек и ручьёв: Амбардах, Кистен-Кюн, Голомолок, Усюс-Юрях, Иккис-Юрях и Бастаки Юрях.
Озеро с севера и юга окружают базальтовые горы с крутыми скалистыми склонами и плоскими, столоподобными вершинами. Окружающие горы имеют высоту до 1204 м, покрыты мхами, мелким кустарником, разноцветными лишайниками, местами — небольшой лиственницей. На берегах озера растет трава, цветковые растения.
Озеро богато рыбой. В советские времена на водоёме вёлся промысел щуки. Кроме щуки, в водоеме обитают крупный таймень, окунь, муксун, кумжа, палия, язь, налим, хариус, а также сиговые виды рыб (пыжьян, валек), пелядь, голец, нерка.
Код водного объекта в государственном водном реестре — 17040200111117600000448.